# Jibert (gmina)
Jibert – gmina w Rumunii, w okręgu Braszów. Obejmuje miejscowości Dacia, Grânari, Jibert, Lovnic i Văleni. W 2011 roku liczyła 2250 mieszkańców. 